# Jacques Hambye
Jacques Charles Adolphe Hambye (Bergen, 2 mei 1908 - 20 juli 1994) was een Belgisch senator.

## Levensloop
Hambye was een zoon van René Hambye en van Marie-Thérèse Delemer. Hij trouwde in 1932 met Germaine Lemaire (1911-2002) en ze kregen acht kinderen.
Hij promoveerde tot doctor in de rechten aan de UCL en werd beroepshalve advocaat. Na de Tweede Wereldoorlog ging zich politiek engageren voor de christendemocratische PSC. Voor deze partij was hij van 1947 tot 1983 lid van de Commissie van Openbare Onderstand, vanaf 1976 het OCMW, van Bergen.
Vanaf juni 1958 zetelde Jacques Hambye eveneens in de Senaat. Eerst zetelde hij van 1958 tot 1965 als provinciaal senator voor Henegouwen, daarna was hij van 1965 tot 1968 gecoöpteerd senator en ten slotte was hij van 1968 tot 1977 rechtstreeks gekozen senator voor het arrondissement Bergen. Door de toen bestaande dubbelmandaten maakte hij van van 1971 tot 1977 tevens deel uit van de Cultuurraad voor de Franse Cultuurgemeenschap en zetelde hij van 1974 tot 1977 in de voorlopige Waalse Gewestraad, waarvan hij als ouderdomsdeken de openingszitting voorzat. Hambye was ook lid van de Raadgevende Interparlementaire Beneluxraad.